# بوجاي
بوجاي (بالعربية: تبجيل) هو فيلم هندي تاميلي من إخراج هاري والإنتاج عاد لممثل الفيلم فيشال والذي يلعب دور البطولة إلى جانب الممثلة شروتي حسن وموكيش تيواري وقام بالتأليف الموسيقي يوفان شانكار راجا،.
بدأ التصوير في 18 نيسان 2014 وتم إصداره رسميا في 28 مارس 2014 كما صدر يوم 22 أكتوبر 2014 بمناسبة ديبافالي. يطلق على الفيلم اسم هيماتوار بالنسبة للفة الهندية واسم بوجا بالنسبة للتيلوجو، كذلك في الكانادا يطلق عليه السلطان دارشان.